# Ruprechtice (Liberec)
Ruprechtice (německy Ruppersdorf) jsou jednou z částí Liberce. Pod číslem XIV je co do počtu obyvatel třetí největší mezi příměstskými čtvrtěmi.

## Historie
Ruprechtice jsou jednou z nejstarších obcí na Liberecku, pravděpodobně vznikly nedlouho po samotném Liberci a Rochlici. Poprvé jsou zmíněny v listině o machnínské hraniční při z roku 1545,[zdroj⁠?!] kde je zmiňován pod českým jménem Ruprštorf. Pět let poté je v německých listinách uvedena jako Rupperstorff a v urbáři z roku 1560 také jako Rupprechsdorff. Jméno se patrně odvozuje od dávného zakladatele vsi – jakéhosi Ruprechta.
Obec ležela na staré cestě vedoucí z Liberce směrem na Frýdlant, která vedla zhruba po trase dnešní Ruprechtické ulice na náměstí Míru, pak klesala po dnešní radčické silnicí k Černé Nise do Radčic. Tehdejší ves byla rozdělena na čtrnáct lánů, v 21 usedlostech žilo roku 1560 na 14 sedláků, 7 zahradníků a 17 domkařů. Nad údolím Černé Nisy v té době stával hrádek Jezdec a pod ním Horský mlýn. Roku 1691 bylo v obci již 26 usedlostí se 14 sedláky, 12 zahradníky a 17 domkaři. Obchodní cesta byla za Kristiána Platze z Ehrentalu přeložena mimo Ruprechtice zhruba do oblasti dnešního Kolosea v Pavlovicích.
I když byla pro obec poloha při obchodní stezce výhodná v čase míru, v době války přinášela obci drancování a odvody. Proto také drželi místní obyvatelé hlídky na místě zvaném tehdy Wachtberg nebo také Wachstein (dnes jde o bezejmennou kótu 427, místními nazývanou „Skalka“). Obcí procházela 21. dubna 1757 pruská vojska za sedmileté války, ta se pak střetla s rakouskou armádou během bitvy u Liberce. K dalšímu plenění došlo za napoleonských válek 20. srpna 1813. Po válkách došlo v Ruprechticích k nebývalému rozvoji – kolem dnešní ulice U Obrázku vzniklo 31 nových domů a v okolí Michelského vrchu dalších 9 staveb. Obec měla převážně průmyslový charakter, nejznámějším odvětvím byla těžba kvalitní liberecké žuly na svazích Žulového vrchu. 
Kromě toho vzniklo podél Černé Nisy několik továren, které z obce učinily jeden z největších průmyslových areálů Čech. Postaveno zde bylo 13 vodou napájených textilních továren, první z nich založil v roce 1807 Franz Ulrich z Liberce, jehož továrna vznikla na místě někdejšího Horského mlýna, od roku 1890 zde působila firma A. Gübitz & synové, továrna na výrobu módních látek a mechanicky pleteného zboží (A. Gübitz & Söhne, Modetücher- und Wirkwarenfabrik Ruppersdorf), která měla svou pobočku též ve Slavonicích na Moravě a od roku 1922 ve Vídni. Sláva této průmyslové zóny trvala přibližně padesát let a zcela skončila se vznikem Československa a ztrátou trhů na Balkáně. Po posunutí hranic katastru roku 1980 se tyto továrny již nenacházejí na území Ruprechtic, ale Kateřinek. V Ruprechticích zůstala jen bývalá Scholzefabrik, stará valcha a výrobna sodovek a sirupů Franze Ressela.
Ve dvacátém století rozvoj obce pokračoval, roku 1900 začala výstavba 40 domů na Michelském vrchu, v letech 1927–28 bylo stavěno dalších 25 obytných staveb, dalších 40 bylo postaveno kolem hřbitova a roku 1932 řada vil kolem Markovy ulice. Rok poté postavilo české stavební družstvo Lípa dům čp. 517 pro 65 rodin. Dalších asi padesát vil vzniklo za zoologickou zahradou. Obyvatelé a návštěvníci měli za první republiky k dispozici 17 hostinců a jeden hotel. Dne 17. listopadu 1911 byla obec povýšena na městys, čímž stoupl počet jeho zastupitelů na třicet, v jejichž čele stál starosta.
Roku 1912 byla na jižním okraji obce postavena dělostřelecká kasárna, ke konci první světové války bylo u místního hřbitova zřízeno vojenské pohřebiště – dnes památník obětí války. Na podzim roku 1938 zbudovala československá armáda na Wachsteinu obranné stanoviště, po němž jsou dodnes patrné stopy mezi Pianovkou a Hrabalovou ulicí. Ruprechtice mělo tehdy bránit 150 vojáků, místo toho uvítali ruprechtičtí obyvatelé 3. října 1938 52. pěší pluk Wehrmachtu. Dne 1. května 1939 byly Ruprechtice připojeny natrvalo k Liberci.

## Pamětihodnosti
- Kostel svatého Antonína Paduánského
- Kostel Matky Boží U Obrázku s křížovou cestou

## Osobnosti
- Antonín Behr (1854 Horní Litvínov – 1931 Ruprechtice), tkalcovský dělník, sociálnědemokratický politik a novinář, propagátor socialistických a komunistických myšlenek